# Сабрі Лямуші
Сабрі́ Лямуші́ (фр. Sabri Lamouchi, нар. 9 листопада 1971, Ліон) — колишній французький футболіст туніського походження, що грав на позиції півзахисника. По завершенні ігрової кар'єри — футбольний тренер.
Виступав, зокрема, за «Осер» та «Монако», з якими ставав чемпіоном Франції, а також національну збірну Франції.

## Клубна кар'єра
Сабрі Лямуші почав займатись футболом у віці 6-ти років у клубі «Ліон-Дюшер», де провів 4 роки, по закінченні яких перейшов до клубу «Каскол-Уїнс». Через 8 років Лямуші перейшов до молодіжного складу команди «Олімпік» Алес, де через рік дебютував у першій команді клубу в матчі кубка Франції проти його колишнього клубу «Ліон-Дюшера», в якому забив красивий гол.
1994 року Гі Ру, головний тренер «Осера», запропонував Лямуші перейти в його команду. Лямуші погодився і швидко став гравцем основи «Осера», а в 1996 році оформив, разом з клубом, переможний «дубль», вигравши чемпіонат та кубок Франції.
Влітку 1998 року перейшов у «Монако», де провів наступні два сезони, причому у другому з яких виграв свій другий чемпіонський титул.
Влітку 2000 року Лямуші перейшов в італійську «Парму» і виступав там протягом трьох сезонів, у другому з яких виграв кубок Італії. Виступи за «Парму» призвели до інтересу з боку гранда серії А клубу «Інтернаціонале», але після переходу 32-х річний футболіст не зміг закріпитися в команді і часто опинявся на лаві запасних. Через це після сезону в «Інтері», Лямуші був відданий в оренду в клуб Серії В «Дженоа», де одразу став лідером, хоча і пропустив кілька матчів через травму.
Влітку 2005 року Лямуші повернувся на батьківщину, перейшовши в «Марсель», в якому став гравцем основи та навіть дійшов до фіналу кубка Франції, де команда Лямуші програла 1:2 «Парі Сен-Жермену». 18 вересня 2006 року Лямуші попросив клуб розірвати з ним контракт, з причин особистого характеру, які Лямуші відмовився назвати, сказавши лише, що вони стосуються лише його самого.
Через кілька днів після уходу з «Марселя», Лямуші підписав контракт з катарським клубом «Аль-Райян». Забив гол у першому ж матчі за цей клуб. 2007 року Лямуші перейшов в іншу катарську команду — «Умм-Салаль», в якій провів 2 сезони.
У січні 2009 Лямуші перейшов в клуб «Аль-Харітіят», підписавши контракт до кінця сезону, по закінченні якого завершив професійну ігрову кар'єру.

## Виступи за збірну
На початку 1996 року Лямуші надійшло запрошення від збірної Тунісу, але під час матчів національної туніської збірної Лямуші завжди залишався на лаві запасних. Це призвело до того, що гравець вирішив виступати за французьку збірну і 27 березня 1996 року дебютував в офіційних матчах у складі національної збірної Франції в товариські грі проти збірної Бельгії (2:0).
Влітку того ж року потрапив у заявку збірної на чемпіонат Європи 1996 року в Англії, де зіграв в одному матчі — півфіналі проти збірної Чехії, який французи програли в серії пенальті і вилетіли з турніру. Всього того року Сабрі зіграв в 9 матчах збірної і забив 1 гол.
Після року без збірної, 1998 року Лямуші знову провів за «ле бле» два матчі і був у розширеному списку кандидатів на поїздку на домашній для Франції чемпіонат світу, але в остаточну заявку не потрапив. Після цього ще два роки гравець не викликався до складу збірної і 2001 року провів свій єдиний і останній матч у футболці національної збірної.
Всього протягом кар'єри у національній команді провів у формі головної команди країни лише 12 матчів, забивши 1 гол.

## Кар'єра тренера
Розпочав тренерську кар'єру невдовзі по завершенні кар'єри гравця, очоливши 28 травня 2012 року тренерський штаб  збірної Кот-д'Івуару. Зі збірною домігся виходу в 1/4 фіналу Кубка африканських націй 2013 року у ПАР і попадання в основний турнір ЧС-2014. 
Після мундіалю 2014 року, на якому івуарійці не змогли подолати груповий етап, Лямуші пішов у відставку і повернувся до добре йому відомого за ігровою кар'єрою Катару, де очолив тренерський штаб місцевого «Аль-Джаїша». Тренував його команду до 2017 року, в якому клуб припинив існування, об'єднавшись з «Лехвією» і утворивши «Аль-Духаїль».
Того ж 2017 року Лямуші прийняв пропозицію очолити команду «Ренна», який під його керівництвом в сезоні 2017/18 фінішував п'ятим у чемпіонаті, кваліфікувавшись до Ліги Європи. Проте вже 3 грудня 2018 року тренер був змушений залишити команду після низки незадовільних результатів.
28 червня 2019 року був призначений головним тренером англійського друголігового «Ноттінгем Форест». Команда під його керівництвом видала дуже потужний старт сезону, і у вересні 2019 Лямуші визнавався тренером місяця в Чемпіоншипі. «Форест» практично протягом усього сезону 2019/20 перебував у зоні плей-оф за вихід до Прем'єр-ліги, однак, програвши в останньому турі «Сток Сіті», опустився на сьому місце, нижче зони плей-оф. Попри це результат, показаний ноттінгемцями під керівництвом французького спеціаліста став найкращим з 2011 року, а сам Лямуші став першим тренером за дев'ять років, що провів повний сезон на чолі команди з Ноттінгема. Утім вже після початку наступного сезону 2020/21, який команда розпочала з п'яти поразок поспіль, тренера 6 жовтня 2020 року було звільнено.
Тренер не залишився надовго без работи і вже за тиждень був представлений як очільник тренерського штабу катарського клубу «Ад-Духаїль». Пропрацював із цією командою до серпня 2021.
| Збірна Кот-д'Івуару | Кот-д'Івуар | 28 травня 2012   | 25 червня 2014 | 28  | 14  | 7  | 7  | 50,00 |
| «Аль-Джаїш»         | Катар       | 27 грудня 2014   | 1 липня 2017   | 92  | 50  | 16 | 26 | 54,35 |
| «Ренн»              | Франція     | 8 листопада 2017 | 3 грудня 2018  | 50  | 19  | 13 | 18 | 38,00 |
| «Ноттінгем Форест»  | Англія      | 28 червня 2019   | 6 жовтня 2020  | 55  | 20  | 16 | 19 | 36,36 |
| «Ад-Духаїль»        | Катар       | 14 жовтня 2020   | 9 серпня 2021  | 32  | 18  | 5  | 9  | 56,25 |
| Разом               | Разом       | Разом            | Разом          | 255 | 122 | 55 | 78 | 47,84 |

## Титули і досягнення

### Гравець
- Чемпіон Франції (2):

«Осер»: 1995-96
«Монако»: 1999-00
- Володар Кубка Франції (1):

«Осер»: 1995-96
- Володар Кубка Італії (1):

«Парма»: 2001-02

### Тренер
- Володар Кубка наслідного принца Катару (1):

«Аль-Джаїш»: 2016